# Skate Canada International de 2015
O Skate Canada International de 2015 foi a quadragésima segunda edição do Skate Canada International, um evento anual de patinação artística no gelo organizado pelo Skate Canada, e que fez parte do Grand Prix de 2015–16. A competição foi disputada entre os dias 30 de outubro e 1 de novembro, na cidade de Lethbridge, Alberta, Canadá.

## Eventos
- Individual masculino
- Individual feminino
- Duplas
- Dança no gelo

## Medalhistas
| Evento                        | Ouro                                   | Prata                                            | Bronze                                           |
| Individual masculino detalhes | Patrick Chan · Canadá                  | Yuzuru Hanyu · Japão                             | Daisuke Murakami · Japão                         |
| Individual feminino detalhes  | Ashley Wagner · Estados Unidos         | Elizaveta Tuktamysheva · Rússia                  | Yuka Nagai · Japão                               |
| Duplas detalhes               | Meagan Duhamel · Eric Radford · Canadá | Evgenia Tarasova · Vladimir Morozov · Rússia     | Kirsten Moore-Towers · Michael Marinaro · Canadá |
| Dança no gelo detalhes        | Kaitlyn Weaver · Andrew Poje · Canadá  | Maia Shibutani · Alex Shibutani · Estados Unidos | Ekaterina Bobrova · Dmitri Soloviev · Rússia     |

## Resultados

### Individual masculino
| Pos.              | Nome             | Nacionalidade    | Pontos | PC         | PL          |
| ----------------- | ---------------- | ---------------- | ------ | ---------- | ----------- |
| Medalha de ouro   | Patrick Chan     | Canadá           | 271.14 | 80.81 (2)  | 190.33 (1)  |
| Medalha de prata  | Yuzuru Hanyu     | Japão            | 259.54 | 73.25 (6)  | 186.29 (2)  |
| Medalha de bronze | Daisuke Murakami | Japão            | 252.25 | 80.88 (1)  | 171.37 (3)  |
| 4                 | Adam Rippon      | Estados Unidos   | 239.69 | 80.36 (3)  | 159.33 (5)  |
| 5                 | Nam Nguyen       | Canadá           | 238.82 | 76.10 (4)  | 162.72 (4)  |
| 6                 | Alexander Petrov | Rússia           | 221.02 | 71.44 (7)  | 149.58 (7)  |
| 7                 | Timothy Dolensky | Estados Unidos   | 219.06 | 62.46 (11) | 156.60 (6)  |
| 8                 | Michal Březina   | República Tcheca | 218.58 | 75.46 (5)  | 143.12 (8)  |
| 9                 | Kim Jin-seo      | Coreia do Sul    | 195.84 | 68.64 (8)  | 127.20 (10) |
| 10                | Sei Kawahara     | Japão            | 195.21 | 67.36 (9)  | 127.85 (9)  |
| 11                | Keegan Messing   | Canadá           | 182.25 | 67.13 (10) | 115.12 (11) |
| 12                | Lee June-hyoung  | Coreia do Sul    | 152.05 | 47.19 (12) | 104.86 (12) |

### Individual feminino
| Pos.              | Nome                   | Nacionalidade  | Pontos | PC         | PL         |
| ----------------- | ---------------------- | -------------- | ------ | ---------- | ---------- |
| Medalha de ouro   | Ashley Wagner          | Estados Unidos | 202.52 | 70.73 (1)  | 131.79 (2) |
| Medalha de prata  | Elizaveta Tuktamysheva | Rússia         | 188.99 | 55.37 (7)  | 133.62 (1) |
| Medalha de bronze | Yuka Nagai             | Japão          | 172.92 | 63.35 (2)  | 109.57 (7) |
| 4                 | Kanako Murakami        | Japão          | 171.59 | 59.79 (3)  | 111.80 (6) |
| 5                 | Gabrielle Daleman      | Canadá         | 170.33 | 54.13 (8)  | 116.20 (3) |
| 6                 | Polina Edmunds         | Estados Unidos | 168.69 | 56.85 (5)  | 111.84 (5) |
| 7                 | Elizabet Tursynbaeva   | Cazaquistão    | 165.16 | 49.84 (12) | 115.32 (4) |
| 8                 | Alena Leonova          | Rússia         | 160.37 | 52.08 (10) | 108.29 (8) |
| 9                 | Joshi Helgesson        | Suécia         | 155.70 | 56.26 (6)  | 99.44 (10) |
| 10                | Véronik Mallet         | Canadá         | 151.85 | 52.17 (9)  | 99.68 (9)  |
| 11                | Kaetlyn Osmond         | Canadá         | 146.06 | 59.21 (4)  | 86.85 (12) |
| 12                | Isabelle Olsson        | Suécia         | 141.58 | 50.23 (11) | 91.35 (11) |

### Duplas
| Pos.              | Nome                                    | Nacionalidade  | Pontos | PC        | PL         |
| ----------------- | --------------------------------------- | -------------- | ------ | --------- | ---------- |
| Medalha de ouro   | Meagan Duhamel / Eric Radford           | Canadá         | 216.16 | 72.46 (1) | 143.70 (1) |
| Medalha de prata  | Evgenia Tarasova / Vladimir Morozov     | Rússia         | 191.19 | 64.00 (2) | 127.19 (2) |
| Medalha de bronze | Kirsten Moore-Towers / Michael Marinaro | Canadá         | 174.85 | 63.17 (3) | 111.68 (3) |
| 4                 | Marissa Castelli / Mervin Tran          | Estados Unidos | 173.40 | 61.85 (4) | 111.55 (4) |
| 5                 | Vera Bazarova / Andrei Deputat          | Rússia         | 156.15 | 57.02 (5) | 99.13 (6)  |
| 6                 | Miriam Ziegler / Severin Kiefer         | Áustria        | 153.29 | 49.95 (7) | 103.34 (5) |
| 7                 | Vanessa Grenier / Maxime Deschamps      | Canadá         | 144.15 | 45.45 (8) | 98.70 (7)  |
| WD                | Valentina Marchei / Ondřej Hotárek      | Itália         | —      | — (WD)    |            |

### Dança no gelo
| Pos.              | Nome                                          | Nacionalidade  | Pontos | DC        | DL         |
| ----------------- | --------------------------------------------- | -------------- | ------ | --------- | ---------- |
| Medalha de ouro   | Kaitlyn Weaver / Andrew Poje                  | Canadá         | 173.79 | 68.00 (1) | 105.79 (1) |
| Medalha de prata  | Maia Shibutani / Alex Shibutani               | Estados Unidos | 168.36 | 66.00 (2) | 102.36 (2) |
| Medalha de bronze | Ekaterina Bobrova / Dmitri Soloviev           | Rússia         | 161.11 | 64.38 (3) | 96.73 (3)  |
| 4                 | Charlène Guignard / Marco Fabbri              | Itália         | 154.74 | 61.29 (4) | 93.45 (4)  |
| 5                 | Ksenia Monko / Kirill Khaliavin               | Rússia         | 147.57 | 57.44 (6) | 90.13 (5)  |
| 6                 | Alexandra Paul / Mitchell Islam               | Canadá         | 143.92 | 57.55 (5) | 86.37 (6)  |
| 7                 | Laurence Fournier Beaudry / Nikolaj Sørensen  | Dinamarca      | 134.94 | 53.65 (7) | 81.29 (8)  |
| 8                 | Élisabeth Paradis / François-Xavier Ouellette | Canadá         | 131.05 | 47.77 (8) | 83.28 (7)  |

## Quadro de medalhas
| Ordem | País           | Medalha de ouro | Medalha de prata | Medalha de bronze |    | Ordem por total |
| ----- | -------------- | --------------- | ---------------- | ----------------- | -- | --------------- |
| 1     | Canadá         | 3               |                  | 1                 | 4  | 1               |
| 2     | Estados Unidos | 1               | 1                |                   | 2  | 4               |
| 3     | Rússia         |                 | 2                | 1                 | 3  | 2               |
| 4     | Japão          |                 | 1                | 2                 | 3  | 2               |
| TOTAL | TOTAL          | 4               | 4                | 4                 | 12 | —               |